# Auchecranon elegans
Auchecranon elegans là một loài bướm đêm trong họ Noctuidae.